# David Whitaker (Komponist)
David Sinclair Whitaker (* 6. Januar 1931 in Kingston; † 11. Januar 2012 in Oxfordshire) war ein britischer Filmkomponist.

## Leben
David Whitaker begann seine Karriere in den 1960er Jahren als Arrangeur für zahlreiche namhafte Künstler der britischen und französischen Musikszene wie The Rolling Stones, Marianne Faithfull, Serge Gainsbourg, France Gall, Johnny Hallyday, Air, Etienne Daho, Claude François, später auch Jimmy Page und Simply Red. Häufig arbeitete er mit dem BBC Radio Orchestra zusammen.
Whitaker leitete einige Aufnahmesessions des BBC Radio Orchestra in den Maida Vale Studios, London in den frühen 80er Jahren, darunter auch die einer Mixtur seiner eigenen Kompositionen und Arrangements.
Er war für über 20 Filme als Dirigent, Arrangeur oder Komponist tätig; in den 1970er Jahren beispielsweise neben Komponisten wie James Bernard, Harry Robinson und Christopher Gunning für die Hammer Studios.
Whitaker war sowohl für den französischen Filmpreis César als auch den amerikanischen Filmpreis der Academy of Science Fiction, Fantasy & Horror Films nominiert.

## Preisverleihungen
- 1983: Nominierung für den Saturn Award für die Beste Musik Talon im Kampf gegen das Imperium von Albert Pyun
- 2001: Nominierung für den César für die Beste Musik für einen Französischen Film Harry meint es gut mit dir von Dominik Moll

## Filmografie (Auswahl)
- 1968: Hammerhead
- 1968: Der Spinner (Don't Raise the Bridge, Lower the River)
- 1969: Die Todesreiter (The Desperados)
- 1969: Run Wild, Run Free
- 1970: Die lebenden Leichen des Dr. Mabuse (Scream and Scream Again)
- 1970: Threesome
- 1971: Dr. Jekyll und Sister Hyde (Dr. Jekyll and Sister Hyde)
- 1972: Circus der Vampire (Vampire Circus)
- 1972: Danny Jones
- 1972: That's Your Funeral
- 1974: Mistress Pamela
- 1974: Vampira
- 1978: The Playbirds
- 1979: Schatten um Dominique (Dominique)
- 1979: Confessions from the David Galaxy Affair
- 1979: Queen of the Blues
- 1982: Talon im Kampf gegen das Imperium (The Sword and the Sorcerer)
- 2000: Harry meint es gut mit dir (Harry, un ami qui vous veut du bien)
- 2005: Lemming
- 2008: Lady Godiva